# 宇智神社
宇智神社（うちじんじゃ）は、奈良県五條市にある神社。　延喜の式内大社で、旧社格は郷社。

## 祭神
- 国生明神
- 内臣の祖神彦太忍信臣（孝元天皇皇子）
- 宇智土霊埴安神

## 歴史
創建は、隣接する寺院である安生寺より古いと推定できます。安生寺の古文書によると、葛城山で修行中の役行者が、夜ごと輝く光を訝り、訪ねたこの地において、光の主、国生明神に遭遇し、国を思い、国を憂う志を受けて創建したのが神光山国生寺、いまの神光山安生寺であるとされている。したがって、神光山安生寺創建時には既に、国生明神の“よりどころ”が宇智神社、少なくとも宇智神社の場所にあったと考えられる。なお、安生寺創建は持統天皇の時代、飛鳥時代終わり頃とされている。例祭は10月17日。

## 万葉集
たまきはる宇智の大野に馬並めて
　　　　　　　　朝踏ますらむその草深野　　（中皇命　万葉集）

## 境内
拝殿　祝詞殿　神殿
神像（高さ23.5糎）は一木彫、彩色衣冠拱手の座像（室町時代）
神殿は素木の一間社
公共交通機関
JR和歌山線五条駅から徒歩20分 タクシー5分
道路
京奈和自動車道五條北ICもしくは五條ICから、いずれも車で8分
国道24号今井3丁目交差点を南下200 m
駐車場
専用駐車場